# Mesquite Tower
Der Mesquite Tower ist ein 155,8 Meter hoher, freistehender Stahlfachwerkturm mit dreieckigem Querschnitt in Mesquite, Texas in den USA. Er wird zur Ausstrahlung des Programmes der Public Radio Station KEOM genutzt.
Der 1990 erbaute Turm steht zwischen der West Mesquite High School und dem Memorial Stadium. Er gehört dem Mesquite Independent School District und wird von dessen Rundfunkstation KEOM genutzt. Der Sender strahlt sein Programm mit 61 kW von dem Turm auf UKW ab.